# Opuntia excelsa
Opuntia excelsa es una planta perteneciente a la familia de los cactos (Cactaceae). 

## Clasificación y descripción
Planta arbórea, de 8-12 m de altura. Tronco bien definido, de 5-6 m de altura y hasta 40 cm de diámetro, moreno- parduzco obscuro, superficie rugosa, suberificada, sin espinas, ramas primarias miden de 2-4 m de longitud; ramas secundarias menores. Cladodios obovados a circulares, delgados, de 23-30 x 17-22 cm; superficie lisa, verde obscuro brillante, frecuentemente variegados de rojo- purpurino que se conserva durante la sequía. Epidermis glabra. Aréolas dispuestas en 6-10 series, distantes entre sí 2.3-2. 8 cm, tubérculos ligeramente prominentes; de color más obscuro y frecuentemente color rojo- purpúreo o violáceo, elípticas, de 5 x 3 mm, aréolas de los bordes frecuentemente floríferas, más grandes, hasta de 9 x 7 mm, con fieltro blanco, dispuesto en forma de anillo alrededor de la aréola, dispuesto es forma de herradura, glóquidas pequeñas, de 1-2 mm de longitud, amarillo- ocre; aréolas floríferas.
Glóquidas abundantes, aumentando en número en los márgenes apicales del cladodio, de 3 mm de largo, amarillas. Espinas generalmente ausentes, cuando presentes 1-2 (-5), en todas las aréolas, en su parte inferior, depresas, rígidas, algo reflejas, rectas o ligeramente encorvadas, de 4-18 mm de longitud, a veces en la parte superior de la aréola hay una espina cónico-subulada, rígida, corta, hasta 12 mm de longitud, marrón claro o marrón purpúreo, las demás son blanquecino- grisáceas con ápice amarillo- ambarino translúcido, en la base marrón- amarillentas. 
Flores en general emergen de los bordes del cladodio; pericarpelo obcónico, de 30-35 x 25-30 mm y 18-20 mm en la parte inferior, superficie glabra, podarios prominentes, aréolas únicamente en el tercio superior, dispuestas en 4- 6 series, elípticas, de 1.5-2.0 mm de longitud, fieltro y glóquidas similares a del cladodio, situadas en la parte superior de la aréola; perianto de 7 cm de diámetro en la antesis; segmentos exteriores acrecentes, anchamente espatulados, ápice obtuso fuertemente mucronado, bordes lisos, de color naranja rosado a salmón amarillento, con estría mediana ancha, rojo purpúreo, a veces amarillo obscuro o rosa salmón; segmentos interiores similares, más angostos, rosa purpúreo pálido; estambres numerosos; filamentos verde amarillentos, anteras amarillo pálidas; estilo oblongo, 27-30 x 3-7 mm, color crema; lóbulos del estigma generalmente 8, 7 mm de longitud, color verde intenso. Frutos piriformes, de 7-8 x 3.5-4.5 cm, glabros, rojo- purpúreos con tintes verdosos, en Nayarit se han encontrado plantas arbóreas con frutos piriformes amarillas, con pulpa verde, comidos por pájaros, aréolas únicamente en su tercio superior, fieltro amarillento, glóquidas amarillo ocre, pulpa jugosa violácea, cicatriz floral de 13 mm de profundidad. Semillas numerosas, lenticulares, oblicuamente aplanadas, ca. 4 x 2 mm, marrón obscuras, recubiertas de abundantes pelos sedosos blancos. Número cromosómico: no estudiado.

### Características distintivas para la identificación de esta especie
Distribuida en la costa Pacífica de México en el bosque tropical caducifolio: Jalisco, Nayarit y Colima. Puede tener hasta 12 m de altura. Cladodios verde oscuro brillante, glabros o con pocas o sin espinas reflejas.

## Distribución
Es endémica de México y se encuentra en Nayarit, Jalisco, Colima, Michoacán y Guerrero. Es la especie de Opuntia de mayor tamaño llegando a alcanzar los 12 m. salvo aquellos ejemplares que crecen en los claros de la selva donde reciben abundante sol, por lo que no llegan a tener un tronco tan alto y están ramificados desde mucho más abajo.

## Ambiente
Altitud de 900-1400 m. Tipo de vegetación, bosque tropical caducifolio y bosque de pino-encino en Nayarit. Fenología, florece de abril a mayo y fructifica de mayo a junio.

## Estado de conservación
Especie no considerada bajo ninguna categoría de protección de la NOM- 059- ECOL-SEMARNAT- 2010.